# لقمه‌ماهی
لقمه‌ماهی (به انگلیسی: Stingray)، نام زیرراسته «Myliobatoidei» از راسته لقمه‌ماهی‌سانان است. لقمه‌ماهی‌ها گروهی از پرتوماهی‌ها هستند که جزء غضروف‌ماهیان بوده و مربوط به کوسه‌ها می‌باشند. آنها از هشت خانواده تشکیل شده‌اند: لقمه‌ماهی شش‌آبششه، لقمه‌ماهی ژرف‌زی، لقمه‌ماهی گرد، لقمه‌ماهی گرد آمریکایی، پوماهی، لقمه‌ماهیان رودخانه، پرتوماهی پروانه‌ای و سفره‌ماهی.
لقمه‌ماهی در آب دریای گرمسیری و نیمه‌گرمسیری ساحلی در سراسر جهان رایج است. برخی از گونه‌ها مانند Dasyatis thetidis در اقیانوس‌های معتدل گرم‌تر و برخی دیگر مانند لقمه‌ماهی ژرف‌زی در اعماق اقیانوس یافت می‌شوند. لقمه‌ماهیان رودخانه و تعدادی از پوماهی (Niger stingray) محدود به آب شیرین هستند. بیشتر میلیوباتوئیدها دمرسال هستند (در ناحیه بعدی تا پایین در ستون آب (Water column) ساکن هستند) اما برخی از آنها، مانند لقمه‌ماهی لُجه‌ای (Pelagic stingray) و سفره‌ماهی، ساکن لجه هستند.
حدود ۲۲۰ گونه شناخته شده‌است که در ده خانواده و ۲۹ جنس سازماندهی شده‌اند. گونه‌های لقمه‌ماهی به تدریج در معرض تهدید (List of threatened rays) یا در معرض انقراض قرار می‌گیرند، به ویژه در نتیجه ماهیگیری بی‌رویه (Illegal, unreported and unregulated fishing). از سال ۲۰۱۳، ۴۵ گونه در فهرست آسیب‌پذیر یا در معرض خطر اتحادیه بین‌المللی حفاظت از طبیعت قرار گرفته‌اند. وضعیت برخی از گونه‌های دیگر چندان شناخته شده نیست و منجر به این می‌شود که آنها به عنوان کمبود داده ذکر شوند.